# Giuseppe Sannino
Giuseppe Sannino (* 30. April 1957 in Ottaviano, Italien) ist ein ehemaliger italienischer Fußballspieler und gegenwärtiger -trainer. Als Spieler nicht über den Amateurbereich hinausgekommen, war Sannino als Coach für den Erstligisten Chievo Verona aktiv, nachdem er zuvor bereits unter anderem den AS Varese 1910, AC Siena und US Palermo trainiert hatte. Seit Dezember 2013 trainiert er den englischen Zweitligisten FC Watford.

## Spielerkarriere
Giuseppe Sannino, geboren am 30. April 1957 in Ottaviano, einer italienischen Kleinstadt in der Provinz Neapel in der Region Kampanien, begann mit dem Fußballspielen im Jahre 1975 beim norditalienischen Profiverein FC Varese, der damals in der zweitklassigen Serie B zu finden war. Allerdings konnte sich Sannino in der Mannschaft des FC Varese nicht durchsetzen und kam in der Spielzeit 1975/76 zu keinem Einsatz. Er verließ den Verein daraufhin und spielte im weiteren Verlauf seiner fußballerischen Laufbahn für eine Vielzahl kleinere Vereine, von denen Trento Calcio 1921, der AC Fanfulla, der AC Pavia und Spezia Calcio, allesamt im Amateurbereich angesiedelt, wohl die Bekanntesten sind.
1988 beendete Giuseppe Sannino seine aktive Karriere als Fußballspieler im Trikot des Provinzvereines Virtus Entella im Alter von 31 Jahren. Er wurde daraufhin Fußballtrainer.

## Trainerkarriere
Zunächst arbeitete Giuseppe Sannino als Co-Trainer unter anderem beim AC Monza Brianza und bei Como Calcio. 1996 nahm er seinen ersten Cheftrainerposten an als er für ein Jahr lang den unterklassigen Verein SBC Oltrepò coachte. Von 1999 bis 2001 war Sannino Trainer des FC Südtirol und führte den norditalienischen Klub zum ersten Mal in dessen Geschichte in die Serie C2 und schaffte in eben jener Liga den Klassenerhalt. Trotz dieses Erfolges musste Sannino bis ins Jahr 2003 warten, ehe ihn ein höherklassiger Verein verpflichten wollte. Sanninos Engagement beim FC Varese war allerdings nicht von Erfolg gekrönt, er belegte mit dem Traditionsverein nur den sechzehnten Rang in der Serie C1 2003/04. Im gleichen Jahr musste Varese Insolvenz anmelden und Giuseppe Sannino verließ die norditalienische Stadt. Vier Jahre später, nachdem er zwischenzeitlich AS Cosenza Calcio, Calcio Lecco und die US Pergocrema trainiert hatte, kehrte Sannino zum mittlerweile neu gegründeten AS Varese 1910 zurück.
Mit Giuseppe Sannino als Trainer begann für den AS Varese 1910 eine Erfolgsgeschichte. Von der Lega Pro Seconda Divisione führte Sannino den Verein binnen zweier Jahre in die Serie B und scheiterte nur knapp am Aufstieg in die Serie A. Als Tabellenvierter der Serie B 2010/11 scheiterte der AS Varese 1910 erst in den Aufstiegsplayoffs am später Serie-A-Aufsteiger Novara Calcio. Zudem hatte die Mannschaft des AS Varese 1910 in der Zweitligasaison 2010/11 mit nur 34 Gegentreffern die beste Abwehr der Liga, es gelangen allerdings auch nur 51 eigene Treffer in 42 Ligaspielen. Solche Werte sind üblich für Mannschaften von Giuseppe Sannino. Seine Teams zeichnen sich oft durch taktisch gute Leistungen besonders im Defensivbereich aus.
Im Sommer 2011 wurde Giuseppe Sannino in Nachfolge des zu Juventus Turin abgewanderten Antonio Conte neuer Trainer beim Erstligaaufsteiger AC Siena. Relativ souverän gelang als Vierzehnter der Serie A 2011/12 der Klassenerhalt, wobei man mit einem Tordifferenz von 45:45 einen für einen Aufsteiger sehr guten Wert in diesem Bereich zeigte. Als zweiten großen Erfolg seiner Zeit in Siena gelang Giuseppe Sannino mit seiner Mannschaft der Einzig ins Halbfinale der Coppa Italia 2011/12, nachdem zuvor der FC Turin, Cagliari Calcio, der US Palermo sowie Chievo Verona ausgeschaltet wurde. Erst in der Runde der letzten vier Mannschaften unterlag Siena dem späteren Pokalsieger SSC Neapel mit 2:1 und 0:2.
Nach Ende der Spielzeit 2011/12 endete Giuseppe Sanninos Zeit beim AC Siena. Er wurde neuer Trainer beim US Palermo und unterschrieb auf Sizilien einen Vertrag bis 2014. Bereits am dritten Spieltag der Saison 2012/13 wurde Sannino nach zwei Niederlagen und einem Unentschieden entlassen. Am 12. März 2013 kehrte er als Nachfolger von Gasperini zurück auf die Bank von Palermo und soll Palermo vor dem Abstieg retten.
Nach dem Abstieg trat er zurück und Gennaro Gattuso übernahm den Job. Wenige Wochen später wurde Sannino als Nachfolger von Eugenio Corini auf der Trainerbank von Chievo Verona vorgestellt. Nach schwachem Saisonstart wurde er jedoch schon früh in der Saison entlassen, Nachfolger wurde Corini, den Sannino wenige Monate vorher erst beerbt hatte.
Am 18. Dezember 2013 wurde Sannino als neuer Trainer des englischen Zweitligisten FC Watford vorgestellt.

## Erfolge
- Serie D: 1×

1999/2000 mit dem FC Südtirol
- Lega Pro Seconda Divisione: 2×

2007/08 mit der US Pergocrema
2008/09 mit dem AS Varese 1910